# Lozice

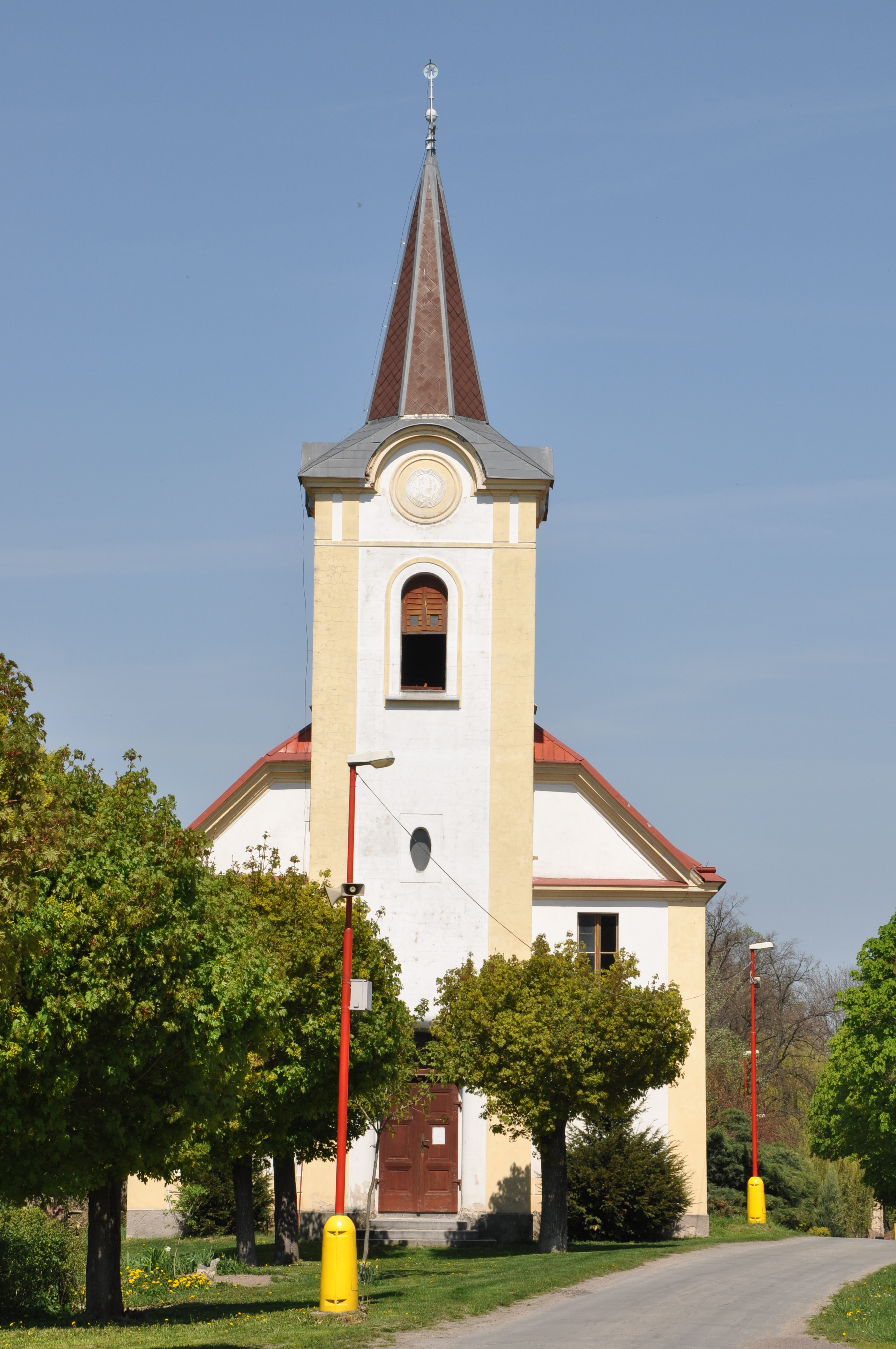
Evangelische Kirche

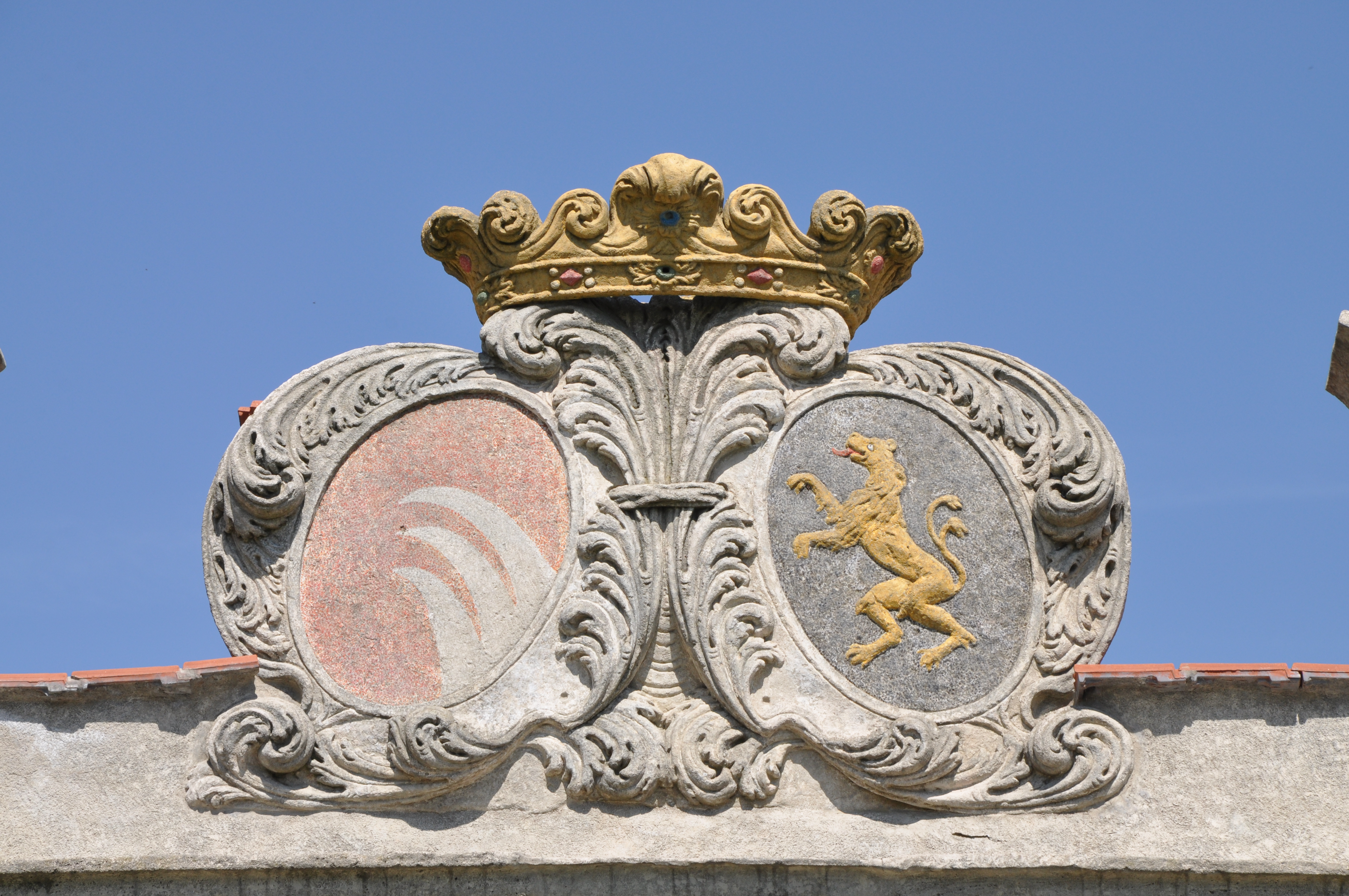
Wappenallianz der Grafen Kinsky (l) und der Grafen Capece de Rofrano (r) am Hofportal des Gutes Nr. 16

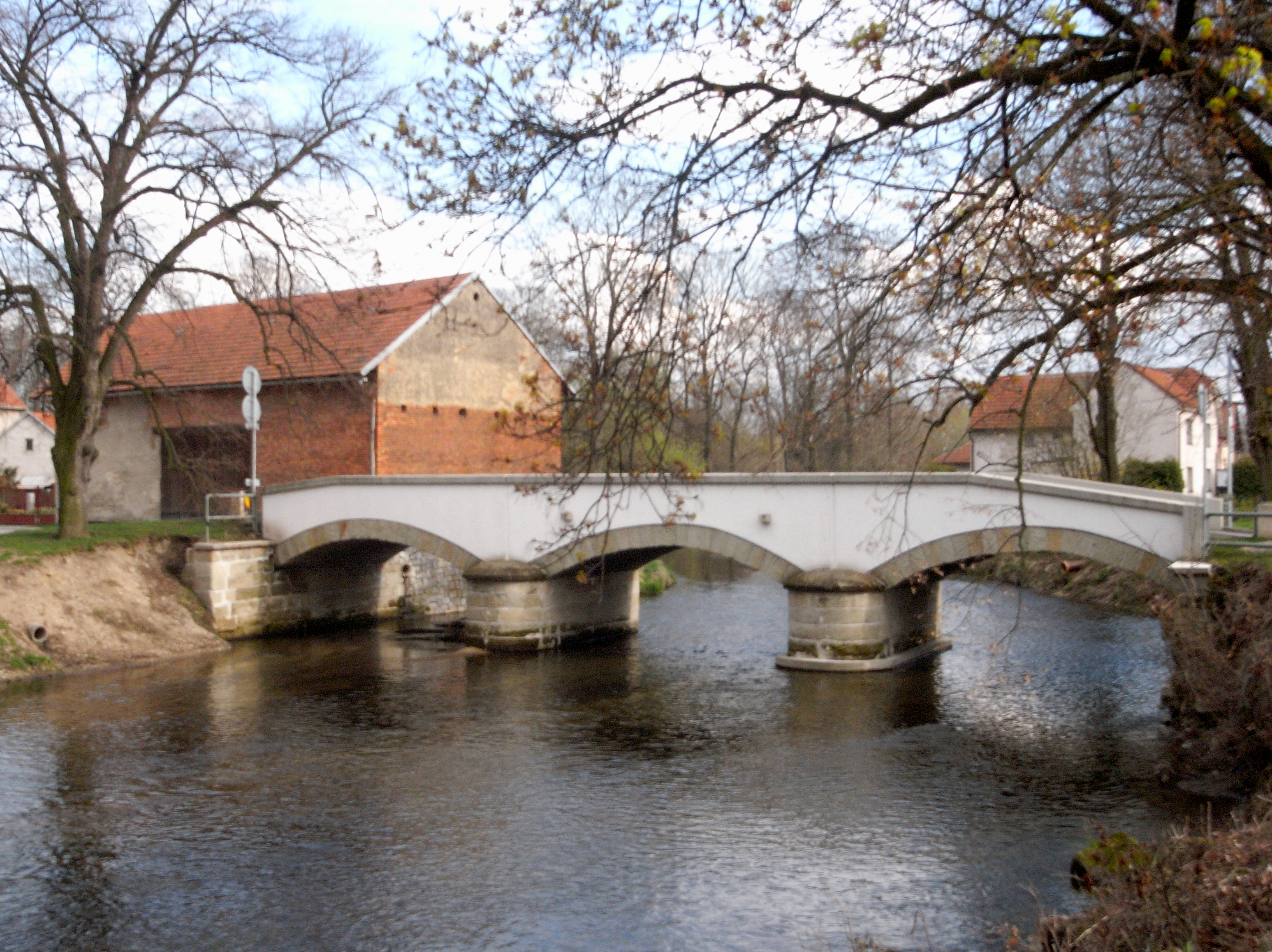
Straßenbrücke über die Novohradka

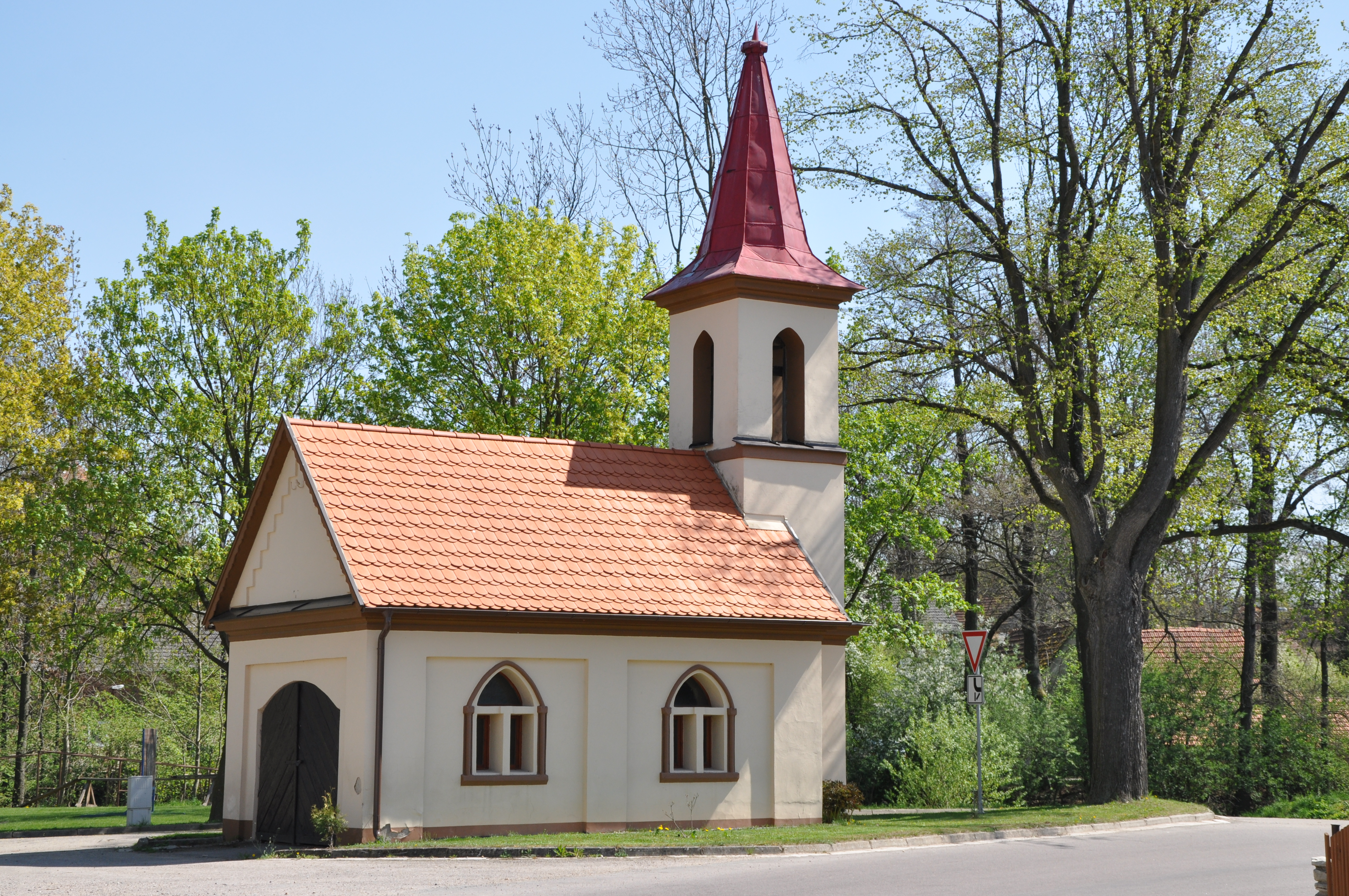
Kapelle

Lozice (deutsch Lositz) ist eine Gemeinde in Tschechien. Sie liegt zweieinhalb Kilometer nördlich von Luže und gehört zum Okres Chrudim.

## Geographie
Lozice befindet sich beiderseits des Flusses Novohradka (Wolschinka) auf der Hrochotýnecká tabule (Hrochow-Teinitzer Tafel). Südlich erhebt sich der Dobrkovský kopec (338 m n.m.).
Nachbarorte sind Zalažany, Martinice und Jenišovice im Norden, Štěnec und Domoradice im Nordosten, Srbce und Pěšice im Osten, Domanice und Voletice im Südosten, Radim im Süden, Bělá, Dobrkov und Podlažice im Südwesten, Chrast, Chrašice, Rosice und Horní Seslávky im Westen sowie Synčany und Bor u Chroustovic im Nordwesten.

## Geschichte
Die erste schriftliche Erwähnung von Lozici erfolgte in einer Urkunde aus der Zeit um 1131, als der Olmützer Bischof Heinrich Zdik das Dorf als Dotation für den neuen Wenzelsdom erwarb. Am 20. Januar 1167 bestätigte König Vladislav I. (II.) den Güterbesitz des Prämonstratenserklosters Litomyšl, darunter war auch das landesherrliche Erbstück Lozic. Zum Ende des 14. Jahrhunderts gehörte Lozice zu den Besitzungen der Richenburg; als Smil Flaška von Pardubitz die Burg an Otto von Bergow und Boček II. von Podiebrad übergab, war Lozicze u brodu eines der 62 zugehörigen Dörfer. Spätestens seit Anfang des 15. Jahrhunderts war das Dorf geteilt; im Jahre 1414 überschrieb Petr von Sruby genannt Kropáč seinen Anteil von Loziczi seiner Frau Anna als Morgengabe. 1454 wurde Buzek von Holešovice als Besitzer eines Teils von Hlozicze erwähnt; Buzek hatte seinen Besitz bereits 1450 an Přibík Kroměšín von Březovice vermacht, dieser lag jedoch wegen der Erbschaft oder des Heimfalls im Streit mit König Ladislaus Postumus. Aus dem Hofgerichtsprotokoll vom 1. Juni 1456 geht hervor, dass Lozicze noch zu dieser Zeit zu den Gütern der Richenburg gehörte.
Der langwierige Streit zwischen Přibík Kroměšín von Březovice und seinen Nachfahren mit den böhmischen Königen um das Erbe des Buzek von Holešovice ging letztlich zugunsten der ersteren aus. Ausschlaggebend dafür war wahrscheinlich, das Přibíks Tochter Johanna, die mit Nikolaus dem Älteren Trčka von Lípa verheiratet war, das strittige Gut 1496 während der unruhigen Zeiten zusammen mit der Herrschaft Hohenbruck an dessen Neffen Nikolaus den Jüngeren Trčka von Lípa verkauft hatte. Nikolaus der Jüngere schlug die Herrschaft Hohenbruck seiner Herrschaft Opočno zu. Nach seinem Tode erbte Johanna 1516 die Herrschaft Opočno einschließlich Hohenbruck; sie verstarb noch im selben Jahre, die Herrschaft Opočno mit allem Zubehör erbte ihr ältester Sohn Zdeněk. Wegen der nur stückhaften Nachrichten lassen sich die Besitzverhältnisse der verschiedenen Anteile von Lozice nicht genauer rekonstruieren, denkbar ist eine Teilung entlang der Novohradka.
In der Mitte des 16. Jahrhunderts erwarben die Slavata von Chlum und Koschumberg Ložice und schlugen das Dorf der Herrschaft Koschumberg zu. Maria Magdalena Hyserle von Chodau vermachte die Herrschaft Koschumberg im Jahre 1690 Jesuitenorden. Im Jahre 1694 verkauften die Jesuiten das Gut Raubowitz mit den Dörfern Lozice, Mentour, Mravín, Sedlec und Jenišovice an Norbert Leopold von Kolowrat-Liebsteinsky, der es an seine Herrschaft Chroustovice anschloss. Danach verblieb Lozice bis zur Mitte des 19. Jahrhunderts immer bei der Herrschaft Chroustovice. Franz Karl Kolowrat-Liebsteinsky verkaufte die Herrschaft 1721 an Hieronymus Graf Capece Marchese de Rofrano. Dessen Tochter Maria Theresia Capece heiratete 1735 Leopold Ferdinand Johann Graf Kinsky; ihr Sohn Philipp Graf Kinsky verkaufte die Allodialherrschaft Chraustowitz 1823 an Karl Alexander von Thurn und Taxis. Nach dem Josephinischen Toleranzpatent von 1781 bildete sich in Lozice eine helvetische Gemeinde, die als Filialgemeinde dem Pastorat Dvakačovice zugeordnet war.
Im Jahre 1835 bestand das im Chrudimer Kreis gelegene Dorf Lositz bzw. Lozice aus 50 Häusern, in denen 269 Personen, darunter 25 protestantische Familien, lebten. Im Ort gab es ein helvetisches Bethaus mit einem Pastorenhaus, einen Meierhof, eine Schäferei, eine Ziegelhütte, eine Mühle und ein Wirtshaus. Katholischer Pfarrort war Lusche. Die helvetische Gemeinde wurde 1843 von Dvakačovice abgetrennt und zur Kirchgemeinde erhoben.
Nach der Aufhebung der Patrimonialherrschaften bildete Lozice ab 1849 eine Gemeinde im Gerichtsbezirk Hohenmauth. Ab 1868 gehörte die Gemeinde zum politischen Bezirk Hohenmauth. 1869 hatte Lozice 369 Einwohner und bestand aus 55 Häusern. 1886 wurde anstelle der alten Furt durch die Novohradka eine steinerne Brücke errichtet. Im Jahre 1890 lebten in dem Dorf 407 Menschen, 1910 waren es 362. 1961 wurde Lozice dem Okres Chrudim zugeordnet. Beim Zensus von 2001 lebten in den 64 Häusern von Lozice 153 Personen.

## Gemeindegliederung
Für die Gemeinde Lozice sind keine Ortsteile ausgewiesen.

## Sehenswürdigkeiten
- Evangelische Kirche
- Steinerne Dreibogenbrücke über die Novohradka, erbaut 1886
- Kapelle